# إحاثة

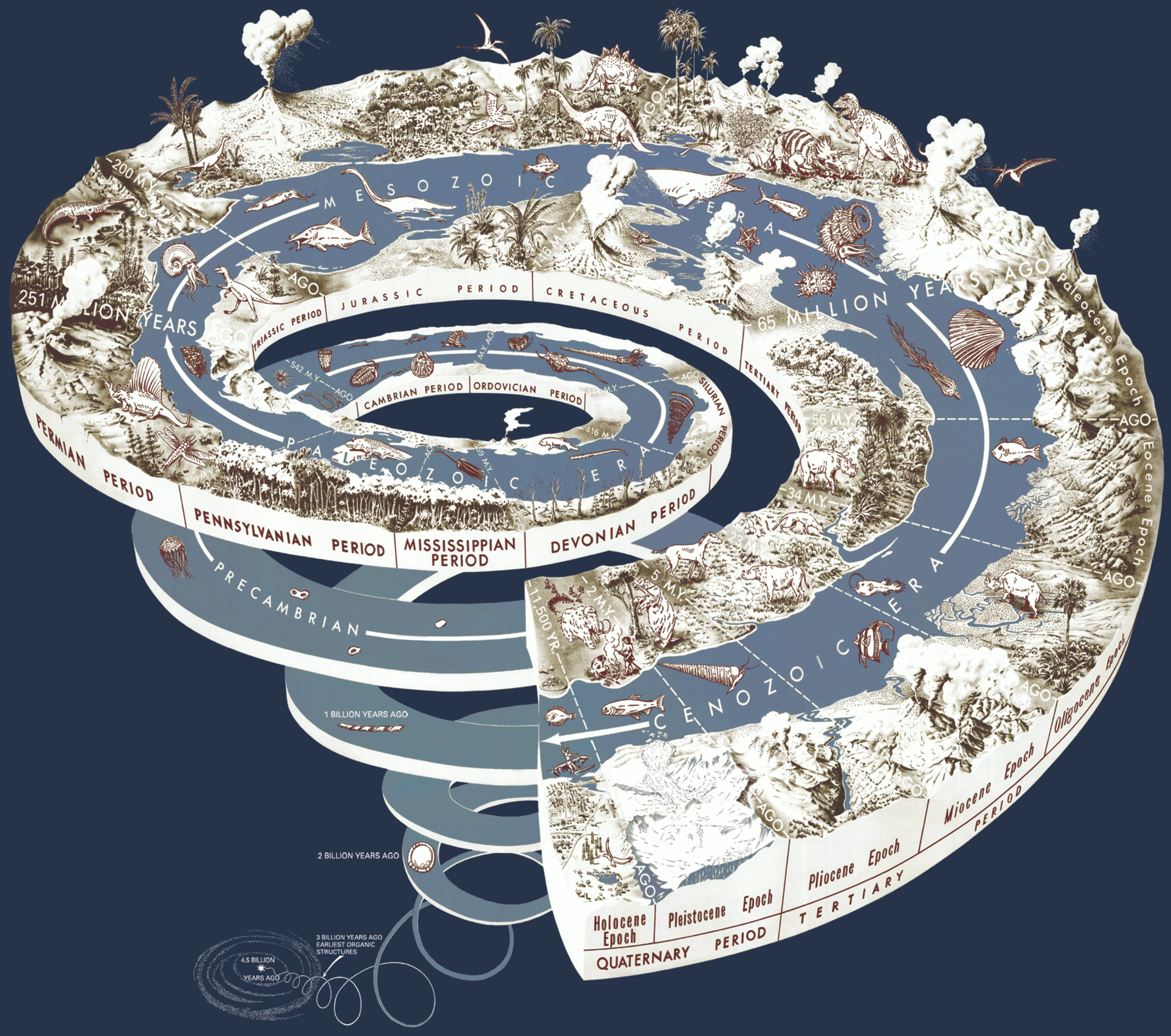
يفحص الإحاثة تطور الحياة على الأرض.

الإحَاثَة ويُسمَّى عالمها إحاثيّ أو أحَّاث، يسمى هذا العلم أيضًا علم الأحافير أو علم المستحاثات أو علم الحفريات أو مطمورات الأرض او علم الأحياء القديمة (بالإنجليزية: Paleontology)‏، في الجيولوجيا هو علم يدرس حياة ما قبل التاريخ ويشمل تطور الكائنات وعلاقاتها بعضها البعض وعلاقتها بالبيئة التي تعيش فيه. وهو علم تأريخ يهتم بتفسير المسببات ويقل فيه إجراء التجارب ومشاهدة النتائج. وقد بدأ هذا العلم في القرن الخامس قبل الميلاد، وعاد واكتسب اهتمامًا كبيرًا في القرن الثامن عشر، حيث قام العالم جورج كوفير بنشر كتاب عن التشريح المقارن وتقدم هذا العلم كثيرًا في القرن التاسع عشر.
وقد قدمت بعض الأحفوريات التي وجدت منذ 1990 في الصين معلومات جديدة عن التطور الأولي للحيوان، وعن الأسماك المنقرضة وعن الديناصور وتطور الطيور وتطور الحيوانات الثديية.
ويمثل (علم) الإحاثة همزة وصل بين علم الأحياء وعلم الجيولوجيا كما يشترك مع علم الحفريات. وهو يعتمد بالنسبة إلى وسائله المستخدمة علميًا على الكيمياء العضوية والرياضيات والهندسة. ومع تطور هذا العلم وزيادة المعرفة، أصبحت له فروع متخصصة. بعضها يركز عل أنواع معينة من الأحفوريات وأخرى تركز على عوامل البيئة وتغير المناخ عبر الزمن مثل علم المناخ القديم.
تقع الإحاثة بين علم الأحياء وعلم الأرض، ولكنّه يختلف عن علم الآثار لأنّه يستبعد الدراسة التشريحيّة للإنسان الحديث (الهوموسيبيان). ويستخدم تقنيّات مستمدَّة من مجموعة واسعة من العلوم، بما في ذلك الكيمياء الحيويّة والرياضيات والهندسة، مكّن استخدام كل هذه التقنيّات علماءَ المتحجِّرات من اكتشاف الكثير من التاريخِ التطوّري للحياة، وصولاً إلى الزمن الذي أصبحت فيه الكرة الأرضيّة قادرة على دعم وجودِ الحياة عليها، أي قبل ما يقارب الـ 3.8 مليار سنة. مع زيادة المعارف، تطوُّر في الإحاثة أقسام متخصّصة يركّز بعضها على أنواع مختلفة من الكائنات الأحفورية بينما يدرس البعض الآخر علم البيئة والتاريخ البيئي، مثل المناخات القديمة.
تعدّ مستحاثات الجسد ومستحاثّات الأثر الأنواع الرئيسيّة من الأدلّة حول الحياة القديمة، وقد ساعدت الأدلّة الجيوكيميائيّة في فكّ شيفرة تطوّر الحياة قبل تواجد كائناتٍ كبيرةٍ بما يكفي لتركِ مستحاثّاتِ أجسادها. يعدّ تقدير تواريخ هذه البقايا أمرًا ضروريّاً ولكنّه صعب: فتسمح طبقات الصخور المجاورة في بعض الأحيان بالتأريخ الإشعاعي، والذي يوفر تَحْدِيداً زَمَنِياً مُطْلَقاً دقيقاً مع نسبة خطأ لا تتجاوز 0.5٪، ولكن يضطر علماء المتحجّرات في كثير من الأحيان إلى الاعتماد على التأريخ النسبيّ عن طريق حلّ تسمّى «أحاجي الصور المقطّعة» في طبقات الأرض الحيوية أي (ترتيب طبقات الصخور من الأحدث إلى الأقدم). يصعب أيضًا تصنيف الكائنات القديمة، فالعديد منها لا يتناسب تمامًا مع التصنيف الحيوي الليني (نسبةً إلى كارولوس لينيوس)، وكثيراً ما يستخدم علماء الأحافير علم المناخ في صياغة «أشجار العائلة» التطوّريّة. شهد الربع الأخير من القرن العشرين تطوّر علم تطوّر السلالات الجزيئي، والذي يبحث في مدى ارتباط الكائنات الحيّة عن طريق قياس تشابه الحمض النووي في جينوماتها. تم استخدام علم تطوّر السلالات الجزيئي أيضًا لتقدير التواريخ التي تباعدت فيها الأنواع، ولا يزال هناك جدل حول موثوقية الساعة الجزيئية التي تعتمد عليها هذه التقديرات.

## نظرة عامة
أبسط تعريف لالإحاثة هو "دراسة الحياة القديمة". فيبحث هذا الحقل من العلوم عن معلومات حول العديد من جوانب الكائنات الحيّة السابقة: "هويّتها وأصلها، وبيئتها وتطوّرها، وما الذي يمكنها أن تخبرنا به عن الماضي العضويّ وغير العضوي للأرض.

### علم تاريخي
الإحاثة هو واحدٌ من العلومِ التاريخيّة، إلى جانب علم الآثار والجيولوجيا وعلم الفلك وعلم الكونيات وعلم الفلسفة وعلم التاريخ بحدّ ذاته فهو يهدف إلى وصف ظواهر الماضي وإعادة بناء أسبابها. وبالنتيجة، فإنه يشتمل على ثلاثة عناصر رئيسيّة: وصف الظواهر الماضية؛ تطوير نظريّة عامّة حول أسباب أنواع التغيير المختلفة؛ وتطبيق تلك النظريات على حقائق محدّدة. غالبًا ما يبني علماءُ المتحجّرات وعلماءُ التاريخِ الآخرين عند محاولتهم تفسير الماضي، مجموعةً من الفرضيّات حول الأسباب ثم يبحثون عن دليل دامغ يوافق بقوّة فرضيّة واحدة منها فضلاً عن بقيّة الفرضيّات. في بعض الأحيان يتمّ اكتشاف الدليل الدامغ عن طريق المصادفة أثناء القيام بأبحاث أخرى. على سبيل المثال، فإن اكتشاف لويس ووالتر ألفاريز لعنصر الإيريديوم، وهو معدن غير موجود في المكوّنات الطبيعيّة للكرة الأرضية، في الطبقة الحدودية التابعة للعصر الطباشيري-الثلاثي، جعلَ من تصادم كويكبٍ بالأرض التفسيرَ الأكثر تفضيلاً لحدث انقراضِ العصر الطباشيري - الباليوجيني، على الرغم من أنّ احتمال مشاركة انفجار أحد البراكين في الانقراض لا تزال موضع نقاش.
النوع الرئيسي الآخر من العلوم هو العلوم التجريبية، والتي تقوم في الكثير من الأحيان على إجراء تجارب لدحض الفرضيّات التي تتحدّث طريقة عمل الظواهر الطبيعية وأسبابها. لا يمكن لهذا النهج أن يثبت فرضيّة ما، لأنّه من الممكن للتجارب اللاحقة أن تدحضها، لكن وبالمقابل فإنّ تراكم حالاتِ الفشل في دحضها غالباً ما يكون دليلًا مؤيدًا لصالحها. ومع ذلك، فغالباً ما يستخدم العلماء التجريبيّون نفس النهج الذي اتبّعه علماء التاريخ والذي يعتمد على بناء مجموعة من الفرضيات حول الأسباب ثم البحث عن «الدليل الدامغ»، مثل الدليل الأول للإشعاع غير المرئي، وذلك عند مواجهة ظواهر غير متوقّعة على الإطلاق.

### العلوم ذات الصلة
يكمن الإحاثة بين علمي الأحياء والجيولوجيا لأنّه يركّز على توثيق الحياة الماضية، ولكن مصدره الرئيسي للأدلّة هو المستحاثّات التي يتمّ العثور عليها في الصخور. يعدّ الإحاثة جزءًا من قسم الجيولوجيا في العديد من الجامعات لأسباب تاريخية: فقد وَجدت أقسام الجيولوجيا في القرن التاسع عشر وأوائل القرن العشرين أنّ الأدلَّة الأحفوريّة مهمّة لتاريخ الصخور، في حين أبدت أقسام البيولوجيا القليل من الاهتمام حول هذه الموضوع.
يتشابك الإحاثة أيضًا مع علم الآثار، الذي يعمل بشكل أساسيّ مع الأشياء التي يصنعها البشر ومع الرفات البشرية، بينما يهتمّ علماء المتحجّرات بخصائص البشر وتطوّرهم كنوع. قد يعمل علماء الآثار وعلماء المتحجّرات سويًة- فعلى سبيل المثال: قد يتعرّف علماء المتحجّرات على مستحاثّأت حيوانيّة أو نباتيّة حول موقع أثري عند تعاملهم مع الأدلّة المتعلّقة بالبشر، لاكتشاف توع الطعام الذي استهلكه البشر الذين عاشوا هناك، أو قد يحللون المناخ في وقت سكنهم.
بالإضافة إلى ذلك، غالبًا ما يستعير الإحاثة تقنيّات من علومٍ أخرى، بما في ذلك البيولوجيا وعلم العظام وعلم البيئة والكيمياء والفيزياء والرياضيات. فقد تساعد التواقيع الجيوكيميائية من الصخور على سبيل المثال، على اكتشاف متى نشأت الحياة لأول مرة على الأرض، وقد تساعد تحليلات نسب نظائر الكربون في تحديد التغيّرات المناخيّة وحتّى في تفسير التحوّلات الضخمة مثل انقراض العصر البرمي الترياسي. يقارن المنهج الحديث نسبيًا في علم الوراثة الجزيئي، الحمض النووي الريبوزي منقوص الاكسجين (DNA) والحمض النووي الريبي (RNA) للكائنات الحية الحديثة بإعادة بناء «الأشجار العائلية» لأسلافها التطوريين. كما اِستُخدِم لتقدير تواريخ التطوّرات التطوّرية الهامّة، على الرغم من أن هذا النهج مثير للجدل بسبب الشكوك حول موثوقية «الساعة الجزيئية». اِستُخدِمت التقنيّات الهندسيّة لتحليل كيفية عمل أجسام الكائنات القديمة، على سبيل المثال سرعة الجري وقوة العض في التَيرَانُوصور Tyrannosaurus، أو ميكانيك الطيران عند الميكرورابتور Microraptor من الشائع نسبيّاً أيضاً دراسة التفاصيل الدّاخلية للحفريات باستخدام التصوير الدقيق بالأشعّة السينية. تتّحدّ دراسة علوم المتحجّرات والأحياء والآثار والأحياء القديمة لدراسة ملامح الوجه داخل الجمجمة (التجاويف القحفية) للأنواع المرتبطة بالبشر لتوضيح تطوّر الدماغ البشري.
يساهم الإحاثة حتّى في علم الأحياء الفلكي، والتحقيق في وجود الحياة المحتملة على الكواكب الأخرى، من خلال تطوير نماذج لكيفية نشأة الحياة ومن خلال توفير تقنيات لاكتشاف أدلّة على الحياة.

## الوسائل العلمية

### رسم الخطط الجيولوجية
يبدأ التخطيط والمسح الجيولوجي لمناطق احتمال وجود أحفوريات فيه قبل القيام بالبحت عن الأحفوريات.
والهدف من ذلك هو محاولة البحث عن أثار تستطيع تفسير ما هو معروف حتى الآن في الطبقات المجاورة، وتفسير عمليات الترسيب التي سادت في تلك المنطقة في الماضي. وعلى سبيل المثال: هل حدث الترسيب في قاع إحدي البحيرات أم في قاع أحد البحار؟. ولا نحتاج لإجراء ذلك المسح الجيولوجي الأولي إذا كان عمر الطبقات معروف، وتتابع الطبقات الصخرية وأنواع الصخور معروفة.

### القيام بالحفريات

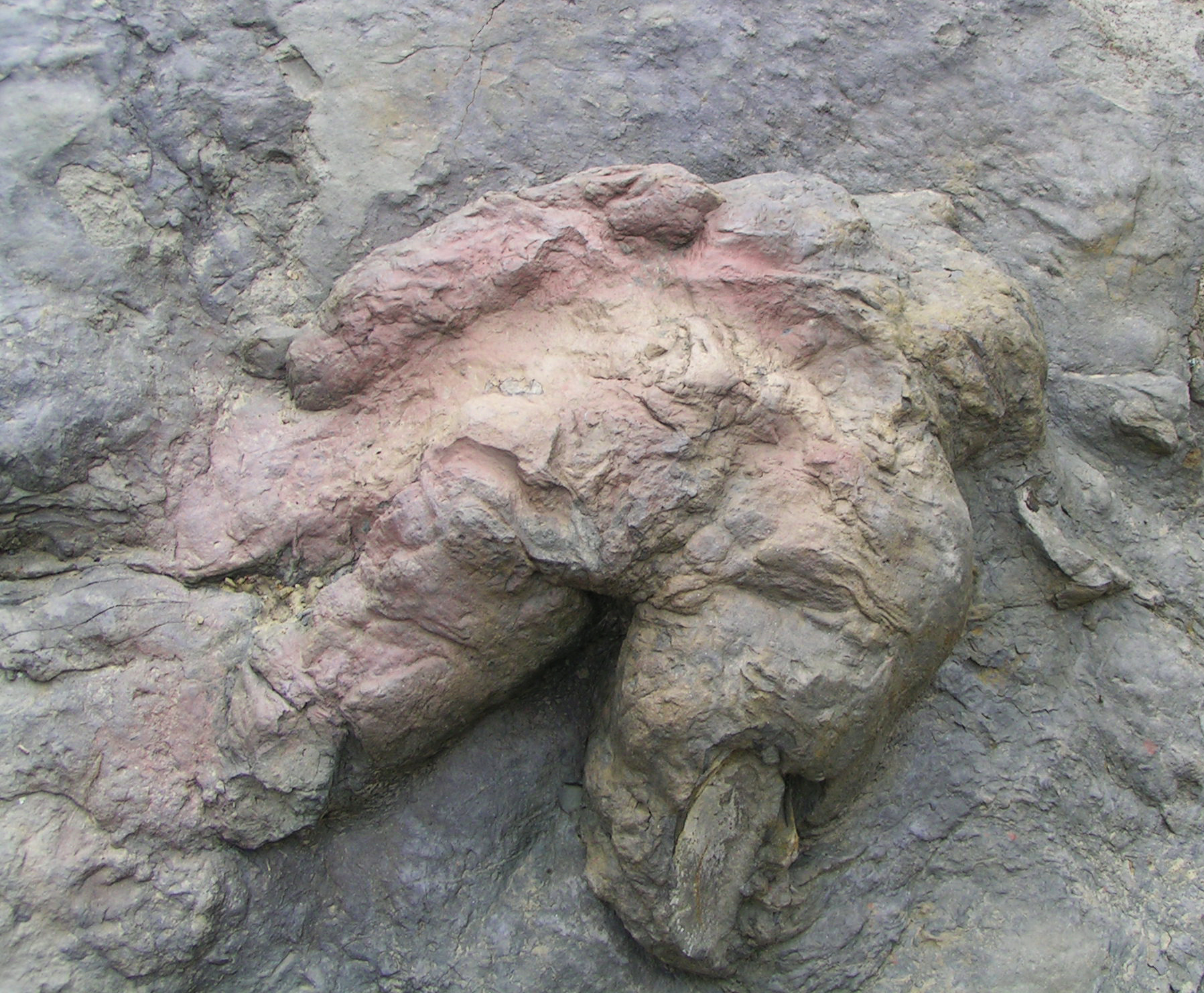
أثر قدم محتملة ل تيرانوصور في نيومكسيكو. طول الأثر نحو 80 سم وعرضه نحو 70 سنتيمتر.

تبدأ عملية البحث عن الأحفوريات من طبقة تلو طبقة مبتدئة بالطبقة العليا، أي من الطبقة ذات العمر الجديد إلى الطبقة ذات العمر القديم. ويتبع التنقيب عن الأحفوريات تحديد طبيعة الطبقات ووصفها والقيام بترقيم الأفق الجيولوجية. وتصبح تلك الأرقام من توابع كل أحفورة وجدت فيها.
وفي حالة البحث عن أجزاء كائنات كبيرة، مثل الهياكل العظمية للديناصور، يقوم الخبراء بوصف مكان كل قطعة من العظام المتحجرة بدقة في الطبقة الأرضية بواسطة شبكات مربعة تنشر فوق منطقة الحفر. وذلك يهم من وجهة معرفة وضع الحيوان وقت موته، ومنها يستنتج العلماء استنتاجات عن طريقة موته وطريقة معيشته وربما معرفة الحيوانات والتباتات التي كانت تزامله أو تنافسه في بيئة عصره. كذلك يستنتجون عمليات الترسيب الأرضي وحركة المواد التي حدثت في الماضي، مثل وجود ماء آنذاك وجريان الماء أو حدوث جفاف.
ويهتم الإحيائيون بفرز عظام كل حيوان على حدة وعلاقة كل منهم ببعضه، أي حدث صراع بين إثنين نجم عنه افتراس أحدهم للآخر. وقد اكتشف العلماء في إحدى جداول المياه القديمة أثار لأقدام ديناصور كبير آكل للنبات ويجري بجواره ديناصور مفترس من آكلي اللحوم. ومن خلال تلك الآثار في الأرض المتحجرة استطاع العلماء تفسيرها بأن الديناصور المفترس قضى على الديناصور آكل النبات رغم تفوقه في الحجم. عند نقطة معينة في المسارين يختفي فجأة مسار الديناصور المهاجم الوحشي مما يشير إلى أن الديناصور الوحشي قفز على الديناصور آكل النبات وصار يعضه بأسنانه الحادة حتى أعياه الجري وفقدان الدم، واستنتجوا أن الديناصور المفترس قد افترس الديناصور آكل الأعشاب بعد ذلك وتغذى على لحمه (انظر أكروكونثوصور).
وفي حالة البحث عن أحفوريات مجهرية تجمع بعض عينات الأحجار الموجودة في كل أفق، وتحفظ لإعدادها ودراستها في المعمل.

### الإعداد والتجهيز

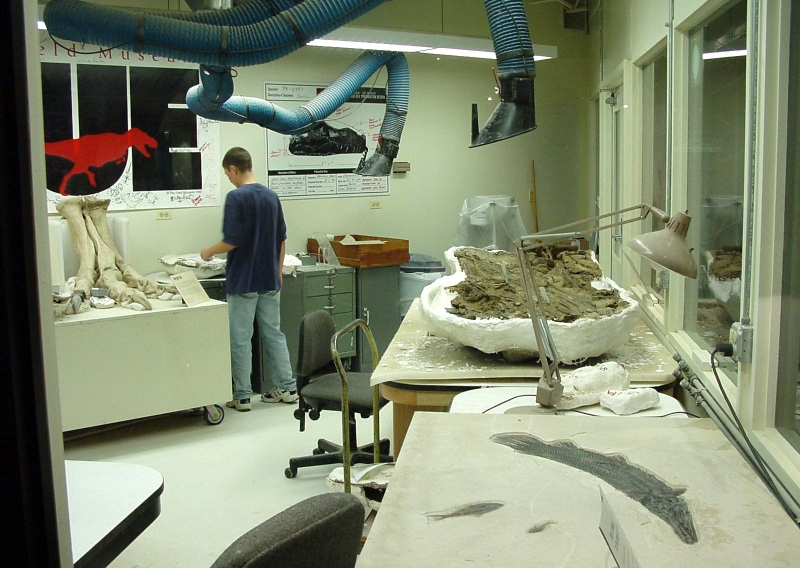
معمل لإعداد الأحفوريات، متحف التأريخ الطبيعي شيكاغو.

تجري في موقع الحفريات عمليات حفظ العينات وقد تلصق أجزاء الأحفورة بوساطة المواد الكيماوية من أجل اتمام تجهيزها واعدادها للدراسة بعد ذلك. وقد تُحفظ الأجزاء العظمية بواسطة التغليف في الجبس. وإذا وجدت أحفورة مجزأة على لوحات عديدة، فغالبا تلصق الحروف المكسورة مع بعضها.
ويتبع ذلك الحفظ والتجهيز للأحفوريات في المعمل بالمشرط والإبر مع الاستعانة بالعدسات المضخمة أو بالمجهر المجسم. كما تستخدم الأشعة السينية لتحديد أجزاء الأحفورة التي ما زالت مختفية في قلب العينات. بذلك نضمن عدم الإخلال بصفات الأحفورة من خلال عملية التجهيز.
كذلك بالنسبة للمحافظة على أحفوريات مجهرية وإعدادها للفحص تحت المجهر، حيث يمكن تجهيزها باستخدام أحماضا مناسبة أو بالطرق الكيميائية السائلة الأخرى.

### إعادة التكوين

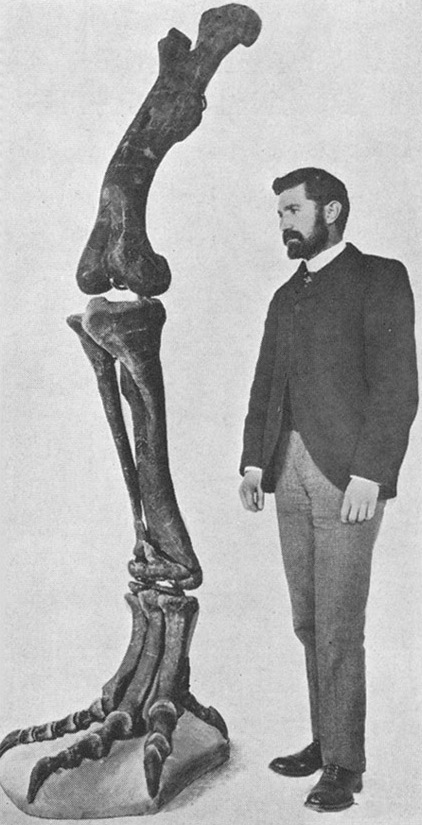
د. ج. ورتمان يَقف بجانب الساق الخلفية لألوصور.

يمكن عن طريق رسومات الأحفوريات والاستعانة ببعض العينات المعروفة أو الشبيهة معرفة الشكل الأصلي لهيكل جسم الحيوان أو لأعضاء النباتات. ويتبع ذلك عادة دراسة طريقة معيشة تلك الكائنات المنقرضة. عنئذ نحاول وصف حياة تلك الكائنات وطريقة حركتها وتعاملها مع بعضها من خلال دراسة الأحفوريات المختلفة.

## اقرأ أيضا
- ديناصور
- ثيروبودا
- هيريراصور
- تيرانوصور
- دراسة الطبقات الصخرية
- حرب الأحافير
- أحفورة
- مؤشر أحفوري
- قائمة الديناصورات
- مبدأ تعاقب الحياة
- موسونيا